# Вулиця Григорія Чухрая (Мелітополь)
Ву́лиця Григорія Чухрая — вулиця Мелітополя, що йде від вулиці Петра Дорошенка до вулиці 8 Березня. Перетинається з об'їзної вулицею Воїнів-Інтернаціоналістів. Складається переважно з приватного сектора . Частина вулиці має асфальтне покриття (вул. Петра Дорошенка — вул. Воїнів-Інтернаціоналістів), частина — ґрунтове (вул. Воїнів-Інтернаціоналістів — вул. 8 Березня).

## Назва
Вулиця названа на честь кінорежисера Григорія Чухрая.

## Історія
Вперше згадується як Південна вулиця в 1924 році в «Списку обчислення прибуткового податку 1-2 з осіб, які проживають в Новому Мелітополі». У тому ж році згадується ще раз, але вже як Червона вулиця.
17 червня 1929 була перейменована на честь Федора Сергеєва (Артема). Примітно, що в цей же день один з численних на той час провулків Чичеріна був, у свою чергу, названий Південним.
21 березня 2016 року розпорядженням т.в.о. голови Запорізької обласної державної адміністрації була перейменована на честь Григорія Чухрая.

## Цікаві факти
- До того, як Південна вулиця була перейменована, вулицею Артема називалася частина сучасної Молочної вулиці. Також в різний час існувало два провулки Артема[3].